# European Hot 100 Singles
European Hot 100 Singles được biên soạn bởi Billboard và tạp chí Music & Media từ tháng 3 năm 1984. Bảng xếp hạng dựa trên các bảng xếp hạng doanh số đĩa đơn quốc gia ở 15 quốc gia châu Âu: Áo, Bỉ (tách riêng vùng Flanders và Wallonia), Đan Mạch, Đức, Hungary, Hà Lan, Ireland, Na Uy, Pháp, Phần Lan, Tây Ban Nha, Thụy Điển, Thụy Sĩ, Vương quốc Liên hiệp Anh và Bắc Ireland và Ý.
Bảng xếp hạng đột ngột bị dừng phát hành từ ngày 11 tháng 12 năm 2010. Sau đó, Billboard chính thức đưa tin đã đóng cửa văn phòng của bảng xếp hạng này tại Luân Đôn.

## Lịch sử
Bảng xếp hạng châu Âu đầu tiên bắt đầu với tên "Europarade" từ đầu năm 1976 bởi TROS Radio ở Hà Lan. Bảng xếp hạng chỉ gồm 6 nước (Anh, Pháp, Đức, Hà Lan, Bỉ và Tây Ban Nha). Bảng xếp hạng thu thập top 15 ca khúc từ các nước và cho số điểm tương ứng, phụ thuộc vào vị trí từ 1 đến 15 vị trí đứng của ca khúc. Ý và Đan Mạch được thêm vào năm 1979 và trong 1980, Úc và Thuỵ Sĩ cũng đã góp tên. Ireland là quốc gia thứ 11 của bảng xếp hạng này, gia nhập vào tháng 10 năm 1983.
Tháng 3 năm 1984, Music & Media ở Amsterdam đã mở bảng xếp hạng châu Âu của riêng mình, "The Eurochart Hot 100". Bảng xếp hạng lấy vị trí xếp hạng của các ca khúc ở mỗi nước, cùng với phần trăm doanh số đĩa bán được của ca khúc đó ở từng quốc gia. Trong các năm 1986-1987, Bảng xếp hạng châu Âu chính thức này cũng đã trở thành một chương trình âm nhạc truyền hình trên kênh truyền hình châu Âu Music Box với dẫn chương trình Erik de Zwart người Hà Lan.
Bảng xếp hạng nhanh chóng giành được sự đón nhận, bắt đầu có thêm nhiều quốc gia, còn Music & Media trở thành một ấn phẩm của Billboard từ tháng 1 năm 1986. Từ 1982 đến 1986, "Europarade", phát hành trong tờ Music Week và tạp chí Hitkrant của Hà Lan, đã được dùng.
Từ tháng 11 năm 1986, Eurochart Top 100 của Music & Media đã được dùng làm nguồn thông tin để Billboard bắt đầu phát hành bảng xếp hạng European Hot 100 Singles cho đến nay.

## Thành tích của bảng xếp hạng

### Thành tích của nghệ sĩ

#### Có nhiều đĩa đơn quán quân nhất
- Madonna (15)
- ABBA (13)
- Michael Jackson (10)
- Eminem (7)
- Boney M (6)
- Britney Spears (6)
- Justin Timberlake (6)
- Black Eyed Peas (5)
- Elton John (5)
- Whitney Houston (5)

#### Tự thay thế vị trí quán quân của chính mình
- Madonna

"True Blue" thay thế "Papa Don't Preach" (Tháng 10 1986)
- Michael Jackson

"Bad" thay thế "I Just Can't Stop Loving You" (Tháng 10 năm 1987)
- Spice Girls

"Say You'll Be There" thay thế "Wannabe" (Tháng 11 năm 1996)
- Black Eyed Peas

"Meet Me Halfway" thay thế "I Gotta Feeling" (Tháng 12 năm 2009)

#### Giữ vị trí quán quân ở bảng xếp hạng đĩa đơn và album cùng lúc
Cho đến nay, Madonna là nghệ sĩ có nhiều vị trí quán quân đồng thời nhất với 5 đĩa đơn và album. Sau đó là Michael Jackson với 5 đĩa đơn và 3 album.
- U2

"With or Without You" và The Joshua Tree (Tháng 5 năm 1987)
- Whitney Houston

"I Wanna Dance With Somebody (Who Loves Me)" và Whitney (Tháng 8 năm 1987)
"I Will Always Love You" và The Bodyguard OST (Tháng 1 năm 1993)
- Michael Jackson

"Bad" và Bad (Tháng 10 năm 1987)
"Dirty Diana" và Bad (Tháng 7 năm 1988)
"Black or White" và Dangerous (Tháng 12 năm 1991)
"Scream" và HIStory: Past, Present and Future, Book I (Tháng 6 năm 1995)
"You Are Not Alone" và HIStory: Past, Present and Future, Book I (Tháng 9 năm 1995)
- George Michael

"Faith" và Faith (Tháng 12 năm 1987)
- Madonna

"Like a Prayer" và Like a Prayer (Tháng 4 năm 1989)
"Don't Cry for Me Argentina" và Evita OST (Tháng 2 năm 1997)
"Music" và Music (Tháng 10 năm 2000)
"Hung Up" và Confessions on a Dance Floor (Tháng 11 năm 2005)
"4 Minutes" và Hard Candy (Tháng 5 năm 2008)
- Phil Collins

"Another Day in Paradise" và ...But Seriously (Tháng 1 năm 1990)
- Bryan Adams

"(Everything I Do) I Do It for You" và Waking Up the Neighbours (Tháng 11 năm 1991)
"All for Love" và So Far So Good (Tháng 1 năm 1994)
- 4 Non Blondes

"What's Up?" và Bigger, Better, Faster, More! (Tháng 10 năm 1993)
- Meat Loaf

"I'd Do Anything for Love (But I Won't Do That)" và Bat Out of Hell II: Back Into Hell (Tháng 11 năm 1993)
- Wet Wet Wet

"Love is All Around" và End of Part One: Their Greatest Hits (Tháng 9 năm 1994)
- Bon Jovi

"Always" và Cross Road (Tháng 11 năm 1994)
"It's My Life" và Crush (Tháng 6 năm 2000)
- Take That

"Back for Good" và Nobody Else (Tháng 5 năm 1995)
- The Fugees

"Killing Me Softly" và The Score (Tháng 7 năm 1996)
- Elton John

"Candle in the Wind 1997" và The Big Picture (Tháng 10 năm 1997)
- Cher

"Believe" và Believe (Tháng 2 năm 1999)
- Backstreet Boys

"I Want It That Way" và Millennium (Tháng 6 năm 1999)
- Santana

"Maria Maria" và Supernatural (Tháng 5 năm 2000)
- Britney Spears

"Oops!... I Did It Again" và Oops!... I Did It Again (Tháng 6 năm 2000)
"Womanizer" và Circus
(Tháng 12 năm 2008)
- Dido

"Stan" và No Angel (Tháng 2 năm 2001)
- Shaggy

"Angel" và Hot Shot (Tháng 8 năm 2001)
- Kylie Minogue

"Can't Get You Out of My Head" và Fever
(Tháng 10 năm 2001)
- Robbie Williams

"Somethin' Stupid" và Swing When You're Winning (Tháng 1 năm 2002)
"Do They Know It's Christmas?" và Greatest Hits (Tháng 11 năm 2004)
- Shakira

"Whenever, Wherever" và Laundry Service (Tháng 3 năm 2002)
- Eminem

"Without Me" và The Eminem Show (Tháng 6 năm 2002)
- Beyoncé

"Crazy in Love" và Dangerously in Love
(Tháng 7 năm 2003)
- Jennifer Lopez

"Get Right" và Rebirth (Tháng 3 năm 2005)
- Justin Timberlake

"SexyBack" và FutureSex/LoveSounds (Tháng 9 năm 2006)
- Scissor Sisters

"I Don't Feel Like Dancin'" và Ta-Dah (Tháng 10 năm 2006)
- Nelly Furtado

"All Good Things (Come to an End)" và Loose
(Tháng 1 năm2007)
"Give It to Me" và Loose (Tháng 4 năm 2007)
- James Blunt

"1973" và All the Lost Souls (Tháng 10 năm 2007)
- Duffy

"Mercy" và Rockferry (Tháng 4 năm 2008)
- Lady Gaga

"Poker Face" và The Fame (Tháng 5 năm 2009)
"Bad Romance" và The Fame (Tháng 1 năm2010)
"Telephone" và The Fame (Tháng 4 năm 2010)
- David Guetta

"Sexy Bitch" và One Love (Tháng 9 năm 2009)

### Thành tích của bài hát

#### Vào ngay bảng xếp hạng ở vị trí quán quân
- "No Limit" của 2 Unlimited (11 tháng 2 năm 1993)
- "Tribal Dance" của 2 Unlimited (12 tháng 5 năm 1993)
- "The Real Thing" của 2 Unlimited (18 tháng 5 năm 1994)
- "Music" của Madonna (8 tháng 9 năm 2000)
- "Beautiful Day" của U2 (28 tháng 10 năm 2000)
- "One More Time" của Daft Punk (2 tháng 12 năm 2000)
- "Stan" của Eminem hợp tác với Dido (23 tháng 12 năm 2000)
- "Angel" của Shaggy hợp tác với Rayvon

(16 tháng 7 năm 2001)
- "Can't Get You Out Of My Head" của Kylie Minogue (6 tháng 10 năm 2001)
- "Without Me" của Eminem (8 tháng 6 năm 2002)
- "Me Against The Music" của Britney Spears hợp tác với Madonna (29 tháng 11 năm 2003)
- "Toxic" của Britney Spears (20 tháng 3 năm 2004)
- "Yeah!" của Usher hợp tác với Lil Jon & Ludacris (3 tháng 4 năm 2004)
- "Radio" của Robbie Williams (23 tháng 10 năm 2004)
- "Just Lose It" của Eminem (20 tháng 11 năm 2004)
- "Get Right" của Jennifer Lopez (5 tháng 3 năm 2005)
- "Let Me Love You" của Mario (9 tháng 4 năm 2005)
- "Tripping" của Robbie Williams (22 tháng 10 năm 2005)
- "Run It!" của Chris Brown (18 tháng 2 năm 2006)
- "Sorry" của Madonna (11 tháng 3 năm 2006)
- "Bodies" của Robbie Williams (31 tháng 10 năm 2009)

#### Nhiều tuần ở vị trí quán quân nhất
- 18 tuần

"(Everything I Do) I Do It for You" của Bryan Adams (1991)
- 17 tuần

"My Heart Will Go On" của Céline Dion (1998)
"The Ketchup Song (Asereje)" của Las Ketchup (2002)
- 16 tuần

"Can't Get You Out of My Head" của Kylie Minogue (2001)
"Poker Face" của Lady Gaga (2009) (không liên tục)
- 15 tuần

"Lambada" của Kaoma (1989)
"Rhythm Is a Dancer" của Snap! (1992) (không liên tục)
"Without Me" của Eminem (2002)
"Hips Don't Lie" của Shakira hợp tác với Wyclef Jean (2006) (không liên tục)
"Apologize" của Timbaland hợp tác với OneRepublic (2007) (không liên tục)
- '14 tuần

"I Just Called to Say I Love You" của Stevie Wonder (1984)
"Gangsta's Paradise" của Coolio hợp tác với L.V. (1995), (không liên tục)
"Believe" của Cher (1999)
- 13 tuần

"Rivers of Babylon"/"Brown Girl in the Ring" của Boney M (1978)
"I Will Always Love You" của Whitney Houston (1993)
"No Limit" của 2 Unlimited (1993)
"Love Is All Around" của Wet Wet Wet (1994)
"Children" của Robert Miles (1996)
"Whenever, Wherever" của Shakira (2002)
"Shut Up" của Black Eyed Peas (2003)

#### Đĩa đơn quán quân không phải tiếng Anh
- "Ein Bißchen Frieden" của Nicole (tiếng Đức – 22 tháng 2 năm 1982 trong 7 tuần)
- "99 Luftballons" của Nena (tiếng Đức – 2 tháng 4 năm 1983 trong 5 tuần)
- "Rock Me Amadeus" của Falco (tiếng Đức – 27 tháng 7 năm 1985 trong 2 tuần)
- "Yé ké yé ké" của Mory Kanté (tiếng Mandinka – 18 tháng 6 năm 1988 trong 3 tuần)
- "Im Nin'Alu" của Ofra Haza (tiếng Hebrew – 6 tháng 8 năm 1988 trong 2 tuần)
- "Lambada" của Kaoma (tiếng Bồ Đào Nha - 23 tháng 9 năm 1989 trong 15 tuần)
- "Sadeness Part I" của Enigma (tiếng Pháp/tiếng Latin – 12 tháng 1 năm 1991 trong 9 tuần)
- "Macarena" của Los Del Rio (tiếng Tây Ban Nha/Tiếng Anh – 22 tháng 6 năm 1996 trong 4 tuần)
- "Time to Say Goodbye" của Sarah Brightman và Andrea Bocelli (tiếng Ý/tiếng Anh – 7 tháng 6 năm 1997 trong 1 tuần)
- "La Copa de la Vida" của Ricky Martin (tiếng Bồ Đào Nha – 20 tháng 6 năm 1998 trong 5 tuần)
- "Dragostea Din Tei" của O-Zone (tiếng Rumani – 26 tháng 6 năm 2004 trong 12 tuần)
- "Obsesión" của Aventura (tiếng Tây Ban Nha – 18 tháng9 năm 2004 trong 6 tuần)
- "I Know You Want Me (Calle Ocho)" của Pitbull (tiếng Tây Ban Nha/tiếng Anh – 1 tháng 8 năm 2009 trong 6 tuần)
- "Alors on danse" của Stromae (tiếng Pháp – 20 tháng 3 năm 2010 trong 6 tuần)